# Núcleo mais interno
O núcleo mais interno é  a parte mais interna da Terra, formado principalmente por ferro dentro do núcleo interno a cerca de 3.604 milhas abaixo da superfície da Terra. Uma liga de ferro separa a camada mais interna do resto do núcleo interno.

## Descoberta
A descoberta de 2021 foi feita com a ajuda de um algoritmo de busca especial que os pesquisadores usaram para comparar milhares de modelos do núcleo interno com décadas de dados sobre quanto tempo as ondas sísmicas levam para viajar pela Terra. Esses dados, coletados por estações sismográficas em todo o mundo, ajudaram a detectar as mudanças na estrutura do ferro no núcleo interno. Essas descobertas ajudaram a confirmar que o núcleo interno da Terra tem outra camada.
| Corte do interior terrestre, do núcleo para a exosfera. Sem escala. | Profundidade km | Camada           | Densidade g/cm³ |
| ------------------------------------------------------------------- | --------------- | ---------------- | --------------- |
| Corte do interior terrestre, do núcleo para a exosfera. Sem escala. | 0–60            | Litosfera        | —               |
| Corte do interior terrestre, do núcleo para a exosfera. Sem escala. | 0–35            | … Crosta         | 2.2–2.9         |
| Corte do interior terrestre, do núcleo para a exosfera. Sem escala. | 35–60           | … Manto superior | 3.4–4.4         |
| Corte do interior terrestre, do núcleo para a exosfera. Sem escala. | 35–2890         | Manto            | 3.4–5.6         |
| Corte do interior terrestre, do núcleo para a exosfera. Sem escala. | 100–700         | … Astenosfera    | —               |
| Corte do interior terrestre, do núcleo para a exosfera. Sem escala. | 2890–5100       | Núcleo externo   | 9.9–12.2        |
| Corte do interior terrestre, do núcleo para a exosfera. Sem escala. | 5100–6378       | Núcleo interno   | 12.8–13.1       |